# Шиферный крючкоклюв
Шиферный крючкоклюв (лат. Diglossa albilatera) — вид птиц из семейства танагровых. Птицы обитают в городских местностях, пригородных садах, в субтропических и тропических горных кустарниковых зарослях, горных влажных и сильно деградированных лесах, на высоте 1300—3300 метров над уровнем моря. Длина тела 11,5—12 см, масса около 10 грамм.
Выделяют четыре подвида:
- Diglossa albilatera federalis — прибрежные Кордильеры северной Венесуэлы — от Арагуа восточнее до Федерального округа и Варгас, возможно, и в соседнем Миранда;
- Diglossa albilatera albilatera — Сьерра-Невада-де-Санта-Марта на колумбийско-венесуэльской границе, в Андах Венесуэлы (от Лара южнее до Тачира) и от Анд Колумбии южнее до южного Эквадора (кроме крайнего юго-запада) и, возможно, до северного Перу (Кахамарка);
- Diglossa albilatera schistacea — крайний юго-запад Эквадора и северо-запад Перу западнее до реки Мараньон;
- Diglossa albilatera affinis — от реки Уткубамба[англ.] в Амазонас восточнее от реки Мараньон, и на западных склонах гор в Аякучо южнее северо-западного Куско.